# 3088 Jinxiuzhonghua
3088 Jinxiuzhonghua (1981 UX9) là một tiểu hành tinh vành đai chính được phát hiện ngày 24 tháng 10 năm 1981 bởi Đài thiên văn Tử Kim Sơn ở Nanking.